# Terran 1
Terran 1 è un veicolo di lancio monouso a due stadi per carichi leggeri sviluppato da Relativity Space. Lo sviluppo è iniziato nel 2017 e il razzo è stato ritirato nel 2023. La maggior parte delle strutture e dei componenti del veicolo sono stati realizzati con processi di stampa 3D. Il carico utile massimo previsto era di 1,250 kg a 185 km in orbita terrestre bassa (LEO). Il prezzo di lancio pubblicizzato da Relativity era di 12 milioni di dollari per una missione Terran 1.
Il primo e unico lancio di Terran 1 è avvenuto il 23 marzo 2023 da Cape Canaveral . Ha superato il punto di max q e ha raggiunto lo spazio ma non ha raggiunto l'orbita a causa di un guasto del secondo stadio. Dopo il lancio fallito, Relativity ritirò il razzo in favore dello sviluppo del veicolo Terran R, molto più grande e riutilizzabile.

## Progetto
Terran 1 era composto da due stadi. Il primo stadio era alimentato da nove motori Aeon 1 che bruciavano propellenti a base di metano e ossigeno (methalox) in un ciclo a generatore di gas, ciascuno dei quali produceva 100 kN di spinta. Il secondo stadio era alimentato da un'unica versione ottimizzata per il vuoto di Aeon 1, nota come AeonVac, che produceva 126 kN di spinta nel vuoto. Entrambi gli stadi erano pressurizzati autogenamente.
La carenatura del carico utile aveva una lunghezza di 6,8 metri e un diametro di 3 metri. Terran 1 aveva la capacità di trasportare fino a 1.500 kg in orbita terrestre bassa.  Relativity indicava comunemente una capacità di carico utile di 1.250 kg per orbite terrestri basse a inclinazione inferiore e 900 kg per un'orbita sincrona con il sole (SSO).
Le strutture primarie e secondarie di Terran 1 sono state prodotte con la stampante 3D Stargate di Relativity utilizzando un lega di alluminio. Il 90% della massa di Terran 1 era costituito da componenti stampati; Relativity affermò che avrebbero potuto ridurre il numero di componenti del veicolo di 100 volte rispetto ai razzi prodotti tradizionalmente e di poter fabbricare un intero modulo di volo a partire da materie prime in 60 giorni. Il veicolo di lancio Terran R in fase di sviluppo da parte di Relativity utilizzerà gli stessi strumenti utilizzati per produrre Terran 1.
Relativity ha pubblicizzato un prezzo per lancio per Terran 1 di 10 milioni di dollari nel 2019. Il prezzo per lancio pubblicizzato è stato aumentato a 12 milioni di dollari nel 2021.

### Aggiornamenti proposti
Nel febbraio 2022, il CEO di Relativity Tim Ellis ha dichiarato in un'intervista ad Ars Technica che i nove motori Aeon 1 sul primo stadio potrebbero essere sostituiti con un unico motore Aeon R con una spinta sostanzialmente maggiore. Il motore Aeon R sarà utilizzato sul razzo Terran R molto più grande della Relativity. Se il veicolo non fosse stato ritirato, l'aggiornamento sarebbe stato probabilmente effettuato entro il quarto volo.

## Lancio
Relativity ha ricevuto una licenza di lancio dalla Federal Aviation Administration (FAA) per condurre il primo lancio di Terran 1, non prima (NET) dell'8 marzo 2023 dal Launch Complex 16 della Cape Canaveral Space Force Station  Originariamente, prima del primo lancio era stato pianificato un altro incendio statico con il razzo pieno. La Relatività credeva di aver eseguito abbastanza test e invece tentò un lancio. Il volo iniziale di Terran 1 previsto per l'8 marzo 2023 è stato cancellato a causa del "superamento dei limiti dei criteri di impegno di lancio per le condizioni termiche del propellente nella seconda fase". Anche un secondo tentativo di lancio dell'11 marzo è stato cancellato. Previsto per le 18:00 UTC (14:00 EDT), i forti venti a livello superiore hanno impedito il decollo per oltre un'ora. Un secondo tentativo alle 19:35 UTC (15:35 EDT) è stato annullato a T-70 secondi da una barca nel raggio di sicurezza del lancio. Un terzo tentativo alle 19:42 UTC (15:42 EDT) è stato annullato mezzo secondo prima del decollo. I motori si accesero brevemente prima di spegnersi a causa di una "violazione dei criteri di commit del lancio". Un ultimo tentativo si è verificato alle 21:00 UTC (17:00 EDT). Un problema con la separazione automatica degli stadi ha immediatamente chiuso la finestra di lancio.
Un'altra finestra di lancio per il volo iniziale di Terran 1 si è aperta il 23 marzo. Dopo due interruzioni e con forti venti in quota, il razzo è decollato alle 03:25 UTC (23:25 EDT). Dopo un decollo nominale e un volo a motore del primo stadio, il secondo stadio non si accese, determinando la perdita della missione. Le indagini preliminari hanno attribuito il guasto ad un'apertura della valvola più lenta del previsto e all'ingestione di vapore nella turbopompa dell'ossigeno liquido, che ha causato una riduzione delle prestazioni. Sebbene il lancio non sia arrivato in orbita, Relativity ha riconosciuto la buona prestazione delle strutture stampate in 3D del veicolo sotto carichi di volo.
Dopo la perdita della prima missione, la società abbandonò ulteriori piani per il Terran 1, scegliendo invece di concentrare gli sforzi sullo sviluppo del veicolo riutilizzabile Terran R, molto più grande. I carichi utili esistenti su Terran 1 dovranno probabilmente essere ritrasmessi a Terran R o ad altri voli.

## Lanci pianificati
| Volo n° | Data e ora (UTC) | Sito di lancio | Carico           | Massa del carico | Orbita      | Cliente           | Risultato  |
| --- | --- | -------------- | ---------------- | ---------------- | ----------- | ----------------- | ---------- |
| 1 | 23 marzo 2023, 03:25 | LC-16          | None             | None             | LEO         | Volo di prova     | Fallito    |
| 1 | Primo volo di Terran 1, con il nome della missione "Good Luck, Have Fun" (Buona fortuna, buon divertimento). Invece di un carico utile, è stato trasportato un anello di metallo, che era uno dei primi articoli di prova del processo di stampa 3D di Relativity, del peso di circa 1,5 kg. Un obiettivo dichiarato per la missione era dimostrare la fattibilità della stampa 3D per i principali componenti strutturali di un razzo, i primi componenti di questo tipo ad essere utilizzati in un tentativo di lancio orbitale. Questi sono stati dimostrati in volo quando Terran 1 ha superato max q e ha continuato a funzionare nominalmente. Dopo la separazione dello stadio, il secondo stadio non è riuscito ad accendersi, ponendo fine alla missione. |                |                  |                  |             |                   |            |
| 2 | marzo 2023 | LC-16          | VCLS Demo-2R     |                  | LEO         | NASA              | Cancellato |
| 2 | Contratto da 3 milioni di dollari per carichi utili non specificati nel programma Venture Class Launch Services (VCLS) 2 della NASA. La missione ELaNa 42, composta da tre CubeSat, sarebbe stata lanciata su questo volo. |                |                  |                  |             |                   |            |
| 3 | 2023 | LC-16          | Undisclosed      |                  |             | Undisclosed       | Cancellato |
| 3 | Il terzo volo di Terran 1, come dettagliato da Tim Ellis in un'intervista, avrebbe trasportato un carico utile per un cliente non divulgato. Sarebbe stato l'ultimo volo di Terran 1 prima dell'aggiornamento del blocco precedentemente pianificato. |                |                  |                  |             |                   |            |
| | NET 2023 |                | Rideshare        |                  | LEO         | Spaceflight, Inc. | Cancellato |
| Il contratto con Spaceflight includeva il primo volo nel terzo trimestre del 2021, con l'opzione per voli aggiuntivi in futuro. | |                |                  |                  |             |                   |            |
| | NET 2023 |                | Rideshare        | 10–350 kg        | GEO         | Momentus          | Cancellato |
| Il contratto del 2019 con Momentus includeva un primo volo originariamente previsto per il 2021, con l'opzione per cinque voli aggiuntivi in futuro. I cinque voli avrebbero incluso il lancio di un rimorchiatore spaziale Momentus Vigoride Extended. | |                |                  |                  |             |                   |            |
| | NET 2023 |                |                  |                  | LEO         | Mu Space          | Cancellato |
| Lancio dedicato per mu Space, avrebbe trasportato un singolo carico utile. | |                |                  |                  |             |                   |            |
| | NET 2023 | LC-16 / B330   | Rideshare        |                  | LEO         | TriSept           | Cancellato |
| Il sito di lancio sarebbe stato Cape Canaveral o Vandenberg. TriSept ha dichiarato che il lancio avrebbe caratterizzato un grande carico utile primario accompagnato da diversi carichi utili più piccoli.                                              | |                |                  |                  |             |                   |            |
| | 2023 |                |                  |                  | LEO         | DoD (STP)         | Cancellato |
| Volo singolo per il trasporto di un "piccolo carico utile militare statunitense", prezzo non divulgato. | |                |                  |                  |             |                   |            |
| | NET 2023 | B330           | Iridium NEXT × 1 |                  | LEO (86.4°) | Iridium           | Cancellato |
| Iridium ha ordinato a un Terran di lanciare uno dei 6 pezzi di ricambio in orbita per la loro costellazione di satelliti. | |                |                  |                  |             |                   |            |
| | |                | Telesat          |                  | LEO         | Telesat           | Cancellato |
| Numero non specificato di lanci per un numero non specificato di satelliti. | |                |                  |                  |             |                   |            |